# La cuina de l'infern
La cuina de l'infern (títol original: Paradise Alley) és una pel·lícula dels Estats Units de Sylvester Stallone, estrenada el 1978. Ha estat doblada al català.

## Argument
Nova York 1946. Els tres germans Carboni (Cosmo, Victor i Lenny) viuen en el Bronx on regnen la misèria i la violència.
Victor és el més ximplet dels tres, empès pels seus germans (sobretot per Cosmo) abandona llavors la seva feina de repartidor de gelats per llançar-se a la lluita.

## Repartiment
- Sylvester Stallone: Cosmo Carboni
- Lee Canalito: Victor Carboni
- Armand Assante: Lenny Carboni
- Frank McRae: Big Glory
- Anne Archer: Annie
- Kevin Conway: Stitch
- Joe Spinell: Burp
- Terry Funk: Frankie the Thumper
- Joyce Ingalls: Bunchie
- Aimée Eccles: Susan Chow
- Paul Mace: Rat
- Tom Waits

## Al voltant de la pel·lícula
- Es tracta de la primera direcció de Sylvester Stallone.
- El germà de Sylvester, Frank Stallone, interpreta el paper d'un cantant.
- Armand Assante i Sylvester Stallone es trobaran el 1995 en Judge Dredd, de Danny Cannon.
- El rodatge s's'ha desenvolupat del 25 de novembre de 1977 a l'11 de febrer de 1978.